# Chlorissa nigropunctata
Chlorissa nigropunctata là một loài bướm đêm trong họ Geometridae.